# Urs Schreiber
Urs Schreiber (* 1974) ist ein Mathematiker mit Spezialisierung auf die Verbindung zwischen Mathematik und theoretischer Physik (insbesondere Stringtheorie). Momentan forscht er an der New York Universität in Abu Dhabi. Früher forschte er am Institut für Mathematik im Bereich Algebra, Geometrie und mathematische Physik der Akademie der Wissenschaften der Tschechischen Republik.

## Ausbildung
Urs Schreiber promovierte im Jahr 2005 an der Universität Duisburg-Essen bei Robert Graham über From Loop Space Mechanics to Nonabelian Strings.

## Arbeit
Seine Forschung beschäftigt sich unter anderem mit der mathematischen Formulierung der Quantenmechanik. Urs Schreiber ist Koschöpfer des nLab, einem Wiki für Forschung in Mathematik und Physik mit Fokus auf höhere Kategorientheorie.

## Ausgewählte Arbeiten
- mit Hisham Sati, Mathematical Foundations of Quantum Field and Perturbative String Theory, Proceedings of Symposia in Pure Mathematics, volume 83 AMS (2011)
- Urs Schreiber, Differential cohomology in a cohesive infinity-topos (2013), arXiv:1310.7930v1